# Aladdin (phim Disney 1992)
Aladdin là bộ phim hoạt hình của hãng hoạt hình Walt Disney sản xuất năm 1992, dựa trên truyện cổ tích Aladdin và cây đèn thần. Phim kể về một chàng trai trẻ tên Aladdin vô tình có được cây đèn thần kỳ diệu, nhờ có vị thần đèn vui tính, Aladdin mồ côi lang thang có tất cả những gì anh mơ ước như của cải và có được cô công chúa xinh đẹp.

## Nội dung
Câu chuyện bắt đầu với một người bán rong cưỡi lạc đà, hát bài "Arabian Night" và kể câu chuyện của Aladdin. Vào một đêm tối, khi mà Jafar - Tể tướng đáng kính của Agrabah - đang thử tìm cách vào Hang động Kỳ lạ - một hang động ma thuật giữ nhiều của cải kho báu, trên hết là cây đèn thần ẩn chứa Thần đèn bên trong. Jafar và con vẹt biết nói của lão ta - Iago, biết rằng chỉ có một người (như một viên kim cương chưa được gọt giũa) có thể vào được Hang động Kỳ lạ.
Trong khi đó, ở cung điện Agrabah, Jasmine - cô công chúa xinh đẹp của Đức vua - sẽ phải lấy chồng trước sinh nhật sắp tới của nàng, nhưng nàng từ chối tất cả hoàng tử mà nàng gặp vì nàng muốn cưới người mà mình thực sự yêu và không chỉ đơn thuần bởi sự giàu có. Sau đó Jasmine trèo qua tường thành và - lần đầu tiên - đi đến khu chợ, nơi mà nàng gặp chàng trai sống lang thang ngoài đường phố Aladdin với chú khỉ tri kỷ của anh - Abu. Chàng trai và cô gái dường như đã có tình cảm với nhau. Khi đó, Jafar sử dụng một cái máy đặc biệt để tìm "viên kim cương chưa được gọt giũa" - đó chính là Aladdin. Jafar bèn cho một đội lính đến bắt Aladdin trong lúc Jasmine đang ở đó cùng anh. Jasmine nói Jafar thả Aladdin ra, nhưng lão nói dối là anh đã chết.
Jafar, giả dạng làm một lão già, hứa sẽ tặng Aladdin nhiều của cải nếu anh giúp ông ta lấy chiếc đèn thần. Lão già giúp Aladdin trốn khỏi nhà tù và đưa anh đến Hang động Kỳ lạ. Cửa hang - 1 đầu hổ khổng lồ - nói rằng vào trong chỉ được lấy chiếc đèn và không được đụng tới thứ gì khác. Aladdin vào trong và gặp 1 tấm thảm thần. Khi Aladdin tìm được cây đèn, khỉ Abu bị mê hoặc bởi 1 viên hồng ngọc khổng lồ và cố gắng lấy trộm nó, khiến cho cả hang động bắt đầu sụp xuống, nhưng may mắn là thảm thần đã giúp họ thoát chết. Tới cửa hang, Jafar lấy chiếc đèn và cố gắng giết họ nhưng chú khỉ đã nhanh tay lấy lại đèn thần và cắn vào tay lão, khiến lão vô tình ấn họ xuống lại hang đúng lúc nó sập xuống.
Khi Aladdin tỉnh lại, Abu đưa anh cây đèn và sau khi anh xoa vào nó, 1 Thần đèn vui tính hiện ra. Thần đèn nói ông sẽ cho anh ba điều ước. Aladdin khôn khéo lừa Thần đèn giúp họ ra khỏi hang động mà không mất một điều ước. Trong khi suy tính về những điều ước của mình, Aladdin hỏi ý kiến của Thần đèn. Thần đèn thú thật là ông sẽ ước được tự do, vì từ khi bị giam giữ bởi cây đèn, ông phải làm theo những gì mà chủ nhân cây đèn yêu cầu. Aladdin hứa anh sẽ ước cho Thần đèn được tự do trong điều ước cuối của mình và Thần đèn rất vui mừng. Rồi Thần đèn thực hiện điều ước đầu tiên của Aladdin: biến anh thành hoàng tử để anh có thể lấy công chúa Jasmine. Sau đó họ diễu hành đến cung điện của Đức vua. Lúc ấy Jafar đang dùng ma thuật dụ dỗ nhà vua cho lão lấy công chúa, nhưng tiếng động từ cuộc diễu hành nhộn nhịp vui vẻ làm vua tỉnh lại. Nhà vua rất thích thú và mến 'hoàng tử Ali' nhưng công chúa Jasmine từ chối anh vì nghĩ anh cũng như bao kẻ đến cầu hôn trước đây. Tối hôm đó, Aladdin gặp Jasmine, đưa nàng du ngoạn trên tấm thảm thần. Nàng nhận ra anh chính là người mà nàng đã gặp trên phố và biết anh đã nói dối. Aladdin đành nói dối rằng đôi khi anh ăn mặc như một thường dân để bớt những áp lực của cuộc sống hoàng gia và Jasmine tin anh. Sau đó Aladdin đưa nàng trở về cung điện và họ trao nhau nụ hôn.
Jafar cho một đội lính đến đánh ngất Aladdin rồi trói lại và ném anh xuống biển. Cây đèn thần rơi từ chiếc mũ vào bàn tay mềm rũ của anh. Thần đèn hiện ra, hốt hoảng vì không thể giúp Aladdin khi điều ước chưa được nói ra. Thần đèn lay vai anh, khiến Aladdin như đang gật đầu. Coi đó như là điều ước thứ 2, Thần đèn cứu Aladdin thoát chết. Họ càng mến nhau hơn. Sau đó, Aladdin trở lại cung điện, đập vỡ cây quyền trượng của Jafar - vật lão hay dùng để thôi miên Đức vua - và lật bộ mặt xấu xa của lão. Jafar bỗng nhận ra Aladdin, và lão chạy trốn. Nhà vua rất vui mừng khi biết công chúa muốn lấy Aladdin, quyết định anh sẽ là phò mã và sau này sẽ trở thành vua. Điều này khiến cho Aladdin rơi vào tình cảnh khó xử vì anh biết mình có được tất cả vì nhờ có Thần đèn, và anh sẽ không thể thực hiện lời hứa là ước cho Thần đèn được tự do. Họ giận nhau. Con vẹt Iago nhân cơ hội lẻn vào lấy cắp chiếc đèn thần và mang đến cho Jafar và lão ta trở thành chủ nhân mới của cây đèn. Điều đầu tiên lão ước là trở thành Đức vua, sau đó lão ước mình là một phù thủy đầy quyền lực. Lão giam cầm nhà vua và công chúa, biến Aladdin trở lại bộ quần áo rách rưới, và ném anh cùng khỉ Abu và thảm thần đến vùng đất xa tít đầy bão tuyết.
Aladdin dùng thảm thần để quay trở lại kinh đô Agrabah, nơi Jafar đang giam giữ nhà vua, thần đèn và Jasmine để làm nô lệ cho hắn. Hắn đề nghị Jasmine trở thành vợ mình và làm hoàng hậu, nhưng cô từ chối. Ngay sau đó Jasmine trông thấy Aladdin đang lẻn vào trong lâu đài, chuẩn bị lấy lại chiếc đèn. Cô đánh lạc hướng Jafar bằng cách khiến cho hắn tưởng rằng cô đã yêu hắn say đắm. Jasmine trao một nụ hôn cho Jafar, nhưng hắn đã thấy bóng Aladdin phản chiếu trên vương miện của cô công chúa. Aladdin đánh nhau với Jafar lúc hắn đã biến thành con rắn hổ mang khổng lồ. Khi Jafar nói rằng hắn là kẻ "Quyền lực nhất thế gian", Aladdin nói hắn không thể quyền lực được bằng thần đèn. Jafar dùng điều ước cuối để biến mình thành thần đèn và điều khiển cả vũ trụ. Nhưng hắn quên rằng thần đèn bị trói buộc cùng cây đèn của mình và mắc lại trong chiếc đèn màu đen cùng với Iago. Thần đèn ngay sau đó đã ném cây đèn về Hang động Kỳ lạ.
Aladdin nói lời tạm biệt với Jasmine vì giờ anh không phải hoàng tử và họ không thể cưới nhau. Aladdin đã ước cho thần đèn được tự do, khiến ông vô cùng ngạc nhiên và sung sướng. Vì Jasmine yêu Aladdin, nhà vua đã thay đổi luật lệ, Jasmine có thể lấy người cô chọn và người đó là Aladdin. Thần đèn đi khám phá thế giới trong khi Aladdin và Jasmine tổ chức lễ đính hôn của mình.

## Diễn viên lồng tiếng
- Scott Weinger vai Aladdin
- Robin Williams vai Thần đèn Genie
- Jonathan Freeman vai Jafar
- Linda Larkin vai Công chúa Jasmine
- Frank Welker vai Khỉ Abu / Hổ Rajah / Đầu hổ ở Hang động Kỳ lạ
- Gilbert Gottfried vai Vẹt Iago
- Douglas Seale vai Đức vua Sultan
- Jim Cummings vai Razoul
- Charlie Adler vai Gazeem

## Chuyện hậu trường
Thành công của Aladdin có được không thể không kể đến phần lồng tiếng của Robin Williams đã góp phần tạo nên một ông thần đèn dễ thương và tinh nghịch, thậm chí còn được khán giả yêu thích hơn cả nhân vật chính Aladdin. Mỗi khi thần đèn xuất hiện, ông ta làm lu mờ tất cả các nhân vật khác bằng phép thuật hài hước của mình. Thật tiếc khi Robin Williams "hụt" mất giải Oscar cho phần lồng tiếng trong phim này. Màn bắt chước những người nổi tiếng (Ed Sullivan, Elvis Presley, Arsenio Hall, Jack Nicholson đến Michael Jackson, William F. Buckley, Travis Bickle, Ethel Merman, Arnold Schwarzenegger...) của Robin Williams thật rất xuất sắc. Nhạc phim A Whole New World  được chọn là một trong những bài hát hay nhất trong những bộ phim hoạt hình của Disney.